# زمپلینسکا شیروا
زمپلینسکا شیروا (به لاتین: Zemplínska šírava) یک مخزن سد در اسلواکی است که در Michalovce District واقع شده‌است.